# کونوئه ساکی‌هیسا

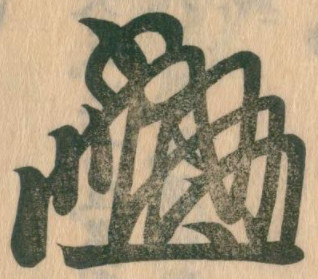
امضای اشراف‌زاده کونوئه ساکی‌هیسا (۱۵۳۶ – ۷ ژوئن، ۱۶۱۲)

کونوئه ساکی‌هیسا (به ژاپنی: 近衛 前久 Konoe Sakihisa) (۱۵۳۶ – ۷ ژوئن، ۱۶۱۲) یک کوگه (مقام اشرافی) و رهبر خاندان کونوئه بود. وی در دوران امپراتور گو-نارا، کانپاکو (۱۵۶۸–۱۵۵۴) بود و همچنین مقام‌های سادایجین و دایجو-دایجین را به مدت چند ماه در سال ۱۵۸۲ بر عهده داشت. پس از وی تویوتومی هیده‌یوشی این مقام را بر عهده گرفت.
ساکی‌هیسا در محافل سیاسی و نظامی فعال بود. وی عضوی از خاندان کونوئه، شاخهٔ برجسته‌ای از خاندان فوجیوارا بود. خواهر کوچکتر وی همسر دایمیو آساکورا یوشیکاگه بود. ساکی‌هیسا مورد لطف اودا نوبوناگا بود و نوبوناگا را در کارزار علیه خاندان تاکدا در ولایت کای همراهی کرد. دخترش کونوئه ساکیکو به فرزندخواندگی تویوتومی هیده‌یوشی درآمد و سپس همسر غیراصلی امپراتور گو-یوزی شد.
تویوتومی هیده‌یوشی به جهت برعهده گرفتن منصب کانپاکو که از مشاغل ارثی بود به فرزندخواندگی وی درآمد.